# Marco Andrés Estrada Quinteros
Marco Andrés Estrada Quinteros (28 de maig de 1983) és un futbolista xilè ja retirat.

## Selecció de Xile
Va formar part de l'equip xilè a la Copa del Món de 2010.